# Aedes domesticus
Aedes domesticus é um espécie de mosquito do género Aedes, pertencente à família Culicidae.